# Gorzelnik
Gorzelnik – osoba pracująca w gorzelni zajmująca się produkcją wysokoprocentowego spirytusu surowego w wyniku alkoholowej fermentacji cukrów i wydzielanie tego spirytusu ze sfermentowanego zacieru przez destylację.
W dawnej Polsce w X–XIII wieku, osoba służebna zajmująca się wytwarzaniem alkoholu na potrzeby dworu książęcego. Nazwa zawodu pochodzi od słowa gorzałka, jak pod koniec średniowiecza we wschodniej Europie określano wódkę.
W XIX wieku nastąpił gwałtowny popyt na gorzelników w związku z rozwojem gorzelnictwa dzięki zastosowaniu ulepszonej aparatury destylacyjnej i urządzeń do parowania surowców skrobiowych oraz poznaniu procesu fermentacyjnego pod względem chemicznym i mikrobiologicznym. Rozwój gorzelnictwa w Polsce nastąpił w poł. XIX wieku, wówczas wiele przyfolwarcznych destylarni przekształcono w gorzelnie.